# Alaa Murabit
Alaa Murabit, nascida em 26 de outubro de 1989 é uma médica líbia-canadense, recebedora do Meritorious Service Cross, uma dos 17 Defensores dos Objetivos Globais de Desenvolvimento Sustentável nomeados pelo Secretário-Geral das Nações Unidas, e Comissária de Alto Nível da ONU para Saúde, Emprego e Crescimento Econômico. Murabit é a co-fundadora do The Omnis Institute, uma organização independente sem fins lucrativos que visa trabalhar em questões globais críticas por meio do empoderamento de líderes locais emergentes. Aos 21 anos fundou e liderou o The Voice of Libyan Women. Alaa Murabit está na lista das 100 mulheres da BBC publicada em 26 de outubro de 2014.
Seu TED Talk, lançado em julho de 2015, "O que minha religião realmente diz sobre as mulheres" foi visto mais de nove milhões de vezes no TED.com e no YouTube juntos e foi selecionado como o TED Talk of the Day e um dos quatro TED Talks comoventes que você deve assistir agora pelo The New York Times e uma das 12 TED Talks que definem o futuro do feminismo.
Ela é uma das Forbes 30 Under 30, ganhadora do prêmio UCD James Joyce Award, uma das 100 mulheres mais impactantes da história do Canadá, e indicada ao Prêmio Nobel da Paz. Sua liderança em políticas e segurança globais foi reconhecida pela Harvard Law, que a nomeou em 2017 como a mulher mais jovem que inspira mudanças. Ela foi a ganhadora mais jovem do Prêmio Humanitário Internacional Marisa Bellisario, recebeu também  International TrustWomen Hero 2014 do New York Times, e o 25 under 25 to watch da Newsweek.

## Infância e educação
Murabit nasceu e foi criada em Saskatoon no Canadá, e foi a sexta de onze filhos de sua família. Seu pai é médico. Alaa afirmou que, embora inicialmente não tivesse planos de defender os direitos das mulheres, o tratamento igualitário de seus pais para com ela e seus irmãos desempenhou um papel extremamente importante na maneira como ela via o mundo: "Sei que tenho o dever de cada criança de reconhecer e cultivar seu próprio senso de liderança, porque se não fosse por minha mãe, eu não teria reconhecido ou reivindicado meu próprio espaço para liderar." 
Depois de concluir o ensino médio aos quinze anos, ela se mudou com sua família para Zawiya, na Líbia, em 2005.
Ela estudou na Faculdade de Medicina da Universidade Al Zawiya, na Líbia, de 2006 a 2013, e trabalhou no Hospital Universitário Zawiya e em várias clínicas improvisadas durante a guerra civil de 2011.   Quando a guerra começou, seu pai se envolveu quase imediatamente com os rebeldes, prestando assistência médica aos soldados rebeldes, aparecendo na filmagem da SkyNews com Alex Crawford sob o nome de "Dr. M", criando insegurança para sua família.   
Murabit recebeu seu doutorado em medicina pela Al Zawiya University em 2013. E recebeu seu mestrado em Estratégia Internacional e Diplomacia com distinção pela London School of Economics em 2016 com pesquisa focada em segurança inclusiva  e securitização.

## Carreira

### 2011–2015: VLW, Mulheres, Paz e Segurança, Nações Unidas
Murabit fundou a Voice of Libyan Women em agosto de 2011 e atuou como presidente até 2015. A VLW foi fundada após a Revolução Líbia de 2011, enquanto Alaa cursava o último ano na faculdade de medicina. A organização promove processos de paz inclusivos e mediação de conflitos, mudando o paradigma do papel da mulher na sociedade, tanto no nível de base quanto no nível político, e é mais conhecida por pesquisar a segurança das mulheres, advogar contra a violência de gênero, treinar mulheres para participar do governo e garantir que as mulheres sejam reconhecidas nas políticas nacionais.

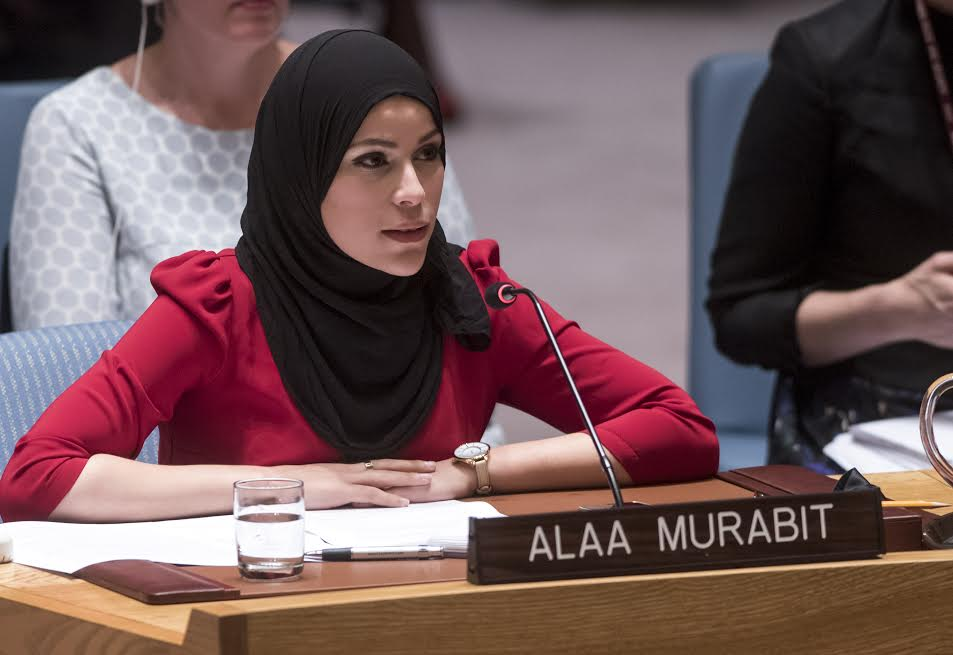
Dr. Alaa Murabit discursa no Conselho de Segurança das Nações Unidas em outubro de 2015

A campanha Noor da VLW foi o foco da palestra TED de Murabit em 2015. A campanha teve como objetivo desafiar a deturpação e o uso indevido da religião para negar os direitos das mulheres. A Campanha Noor é baseada em líderes comunitários e "reuniu mais de 600 líderes comunitários locais, incluindo aqueles que nunca haviam trabalhado na sociedade civil antes". Trabalhando com uma rede de centenas de organizações comunitárias em toda a Líbia, incluindo Ayadina Charity em Benghazi, Mothers for Martyrs e The Southern Women's Forum, a campanha alcançou mais de 35 cidades e comunidades. A campanha e a metodologia foram posteriormente replicadas internacionalmente.
Em 2013, ela falou na cúpula Women in the World. "Durante a revolução, vi mulheres incrivelmente corajosas assumindo um papel de liderança", disse Murabit a Lesley Stahl. "Muitas vezes, quando a violência acontece, as pessoas a desculpam com a religião", disse Murabit. "As meninas precisam saber que podem combater fogo com fogo e dizer: 'Não, minha religião não é o motivo de você estar fazendo isso".
Ela sustentou que a paz só é alcançável por meio de comunidades: "A única solução real, a única maneira de colocar aquela granada ou arma no chão com segurança, é enchendo as mãos e a cabeça com outra coisa. Um lápis, um contracheque, um diploma, um sonho – construindo pessoas, criando instituições, desfazemos guerras. Ao fortalecer os construtores da paz locais, damos a eles as ferramentas para mudar suas comunidades de dentro." 
Em julho de 2014, Murabit foi nomeada membra do Conselho Consultivo 1325 das Nações Unidas, que monitora a implementação da Resolução 1325 do Conselho de Segurança das Nações Unidas sobre mulheres, paz e segurança. Ela é conselheira do Grupo Consultivo da Sociedade Civil Global da ONU Mulheres desde outubro de 2014. Ela também é membra da coalizão fundadora da iniciativa "Everywoman, Everywhere" da Universidade de Harvard. 

### 2015–presente: Instituto Omnis, Laboratório de Líderes Emergentes, ONU
Em maio de 2015, Murabit dirigiu-se a uma audiência oficial do TED, lançada em julho de 2015 como um "Ted Talk of the Day" oficial. O New York Times selecionou-o como uma das "4 palestras TED emocionantes que você deve assistir agora".
Em outubro de 2015, Murabit foi selecionada como a Oradora da Sociedade Civil para o Debate Aberto do 15º Aniversário da Resolução 1325 do Conselho de Segurança das Nações Unidas e em janeiro de 2016 ela se tornou a mais jovem nomeada de 17 Defensores Globais dos Objetivos de Desenvolvimento Sustentável das Nações Unidas e mais tarde naquele ano, ela foi nomeada Comissária de Alto Nível da ONU para Saúde, Emprego e Crescimento Econômico.
Em 2016, ela fundou um programa de mentoria global para líderes emergentes e foi cofundadora do The Omnis Institute. Em 2017, ela se tornou uma influenciadora internacional da Deliver for Good. Ela é membra do conselho da International Alert, Keeping Children Safe, Malaria No More e do Malala Fund e foi nomeada membra do Helena Group. Ela foi renomeada como Defensora dos Objetivos de Desenvolvimento Sustentável da ONU em 2019 pelo Secretário-Geral da ONU, António Guterres.
Murabit falou nas principais conferências internacionais, incluindo TED, Fórum Econômico Mundial, WIRED, Conferência de Segurança de Munique e Simpósio da Fundação Hilton.

## Publicações
Murabit escreveu artigos para o The Boston Globe, Wired, Carter Center, NewAmerica, Chime for Change, Huffington Post, The Christian Science Monitor  e Impakter. Ela é uma escritora colaboradora da antologia feminista best-seller Feministas não usam rosa (e outras mentiras).